# دیانا لی اینوسانتو
دایانا لی اینوسانتو بازیگر، کارگردان، بدلکار و رزمی‌کار آمریکایی است. او فیلم سنسی (۲۰۰۸) را کارگردانی کرده و کتاب ذهن کنجکاو سباستین را در سال ۲۰۲۰ نوشته‌است.
اینوسانتو با همکار رزمی کارش رون بالیکی ازدواج کرده‌است. آنها دو بچه دارند.

## فیلم‌شناسی
- مون‌لایتینگ (۱۹۸۶–۱۹۸۷) (بازیگر زن – ۷ قسمت)
- Barb Wire (۱۹۹۶) (بدلکاری)
- بافی قاتل خون‌آشام‌ها (۱۹۹۷–۲۰۰۲) (بدلکاری - ۷ قسمت)
- بازی جاسوسی (۱۹۹۷) (بدلکاری)
- تغییر چهره (۱۹۹۷) (بدلکاری)
- تیم نایت رایدر (۱۹۹۷) (بدلکاری)
- گوشه قرمز (۱۹۹۷) (بدلکاری)
- نمایش روزان (۱۹۹۷) (بدلکاری)
- واکر، تگزاس رنجر (۱۹۹۷–۹۸) (بدلکاری – ۴ قسمت)
- تیغه (۱۹۹۸) (بدلکاری، بازیگر)
- میهن‌پرست (۱۹۹۸) (بدلکاری)
- آخرین مرد روی سیاره زمین (۱۹۹۹) (بدلکاری)
- غرب وحشی وحشی (۱۹۹۹) (بدلکاری)
- مردان اسرارآمیز (۱۹۹۹) (بدلکاری)
- تلویزیون دیوانه (۱۹۹۹) (بازیگر – ۱ قسمت)
- Life Streams (2000) (بازیگر، تهیه‌کننده مشترک)
- عقرب سیاه (۲۰۰۱) (بدلکاری)
- Fists of Cheese (2002) (دستیار هماهنگ‌کننده شیرین‌کاری، همکار تولیدکننده)
- ماشین زمان (۲۰۰۲) (بازیگر)
- یکشنبه‌ها (۲۰۰۲) (تهیه‌کننده مشترک)
- روبانی از رؤیاها (۲۰۰۲) (دستیار تهیه‌کننده)
- جنگجویان مدرن (۲۰۰۲) (خود)
- پیشتازان فضا: انترپرایز (۲۰۰۲–۰۵) (بدلکاری)
- هالک (۲۰۰۳) (بازیگر)
- ۱۰-۸: افسران وظیفه (۲۰۰۳) (بدلکاری)
- رزیدنت ایول: آخرالزمان (۲۰۰۴) (رقصنده مبارزه)
- خرک (۲۰۰۵) (بازیگر)
- اجاره (۲۰۰۵) (بازیگر)
- The Prodigy (2006) (بازیگر، دستیار تهیه‌کننده)
- سریع و خشمگین: توکیو دریفت (۲۰۰۶) (بازیگر)
- سنسی (۲۰۰۸) (نویسنده، کارگردان، تهیه‌کننده، بازیگر)
- گناهکاران و مقدسین (۲۰۱۰) (همکار تهیه‌کننده، دستیار هماهنگ‌کننده بدلکاری)
- من، فرانکشتاین (۲۰۱۴) (مربی هنرهای رزمی به آرون اکهارت / سوکراتیس اتو)
- جاسوس (۲۰۱۵) (مربی هنرهای رزمی به ملیسا مک‌کارتی)
- مندلورین (فصل ۲) (۲۰۲۰) (بازیگر – ۱ قسمت)
- آهسوکا (۲۰۲۳) (بازیگر – ۷ قسمت)[۵]